# Ruggero di Moncada
Ruggero di Moncada e Lauria (in catalano Roger de Montcada i de Lloria; 1340 circa – 1419) è stato un nobile, politico e militare spagnolo del XV secolo.

## Biografia
Nacque presumibilmente nella prima metà del XIV secolo da Pietro, ammiraglio e signore di Llagostera e Vilobí d'Onyar, appartenente al ramo dei baroni di Aitona, e dalla di lui consorte Beatrice di Milany.
Molto giovane, nel 1354, prese parte alla spedizione militare di Pietro IV di Aragona in Sardegna. Nel 1363, prese parte alla guerra degli Aragonesi contro il Regno di Castiglia, e nel 1380 fu inviato in Sicilia, dove il cugino Guglielmo Raimondo Moncada, conte di Agosta, rapì  al Castello Ursino di Catania la principessa Maria di Sicilia, figlia del defunto re Federico, che egli condusse ad Augusta per impedirne le nozze con il nobile milanese Gian Galeazzo Visconti, designato come sposo dal suo tutore Artale Alagona, conte di Mistretta. Ruggero portò poi la principessa Maria a Cagliari, dove ella andò in sposa all'erede al trono aragonese Martino il Giovane.
Tornato in Catalogna, fu nominato ciambellano da Giovanni, duca di Girona. Fu governatore generale di Valencia (1392-1396), della Sardegna (1397-1398) e di Mallorca (1401-1410). Nel periodo sardo, fu a capo delle truppe che contrastarono le forze guidate da Brancaleone Doria, che guerreggiavano nella parte settentrionale dell'isola, con le quali fu in seguito raggiunto un armistizio.
Dopo la morte del re Martino I di Aragona nel 1410, sostenne il conte Giacomo II di Urgell nella successione al trono d'Aragona. Morì nel 1419. Ebbe il titolo di signore di Llagostera, che alla sua morte passò alla cognata Eleonora di Cervelló, moglie del fratello Gastone, morto nel 1404.